# Albánia nemzeti parkjainak listája
Albánia nemzeti parkjainak listája az országban 2019-ben működő tizennégy nemzeti parkot és egy tengeri nemzeti parkot sorolja fel területük csökkenő sorrendjében. A 2002. június 6-án elfogadott 8906. számú törvény rendelkezik az országban fellelhető, változatos ökoszisztémákat felvonultató hegyvidékek, erdővidékek, síkságok, tavak és folyók, mocsarak és lápok, partvidékek és tengeri élőhelyek természeti értékeinek védelméről. A védettséget élvező területi kategóriák sorában a szigorúan védett természeti övezetek (zonat natyrore strikte) után a nemzeti parkokat (parqet kombëtare) illeti a legmagasabb szintű oltalom. A nemzeti parkok közös jellemzője, hogy ökoszisztémájukat, természetes növény- és állatvilágukat az emberi tevékenység csak csekély mértékben bolygatta meg. E területek védelmét elengedhetetlenné teszi az a körülmény, hogy a 20. század második felének nagy ütemű iparosítása számottevő környezetátalakítással járt: kiterjedt mocsárvidékeket csapoltak le, több folyót gátakkal rekesztettek el és duzzasztottak víztározóvá, korábban gyéren lakott és érintetlen területeken bányász- és iparvárosok nőttek ki a földből. Ezt tovább súlyosbította az 1991-es rendszerváltás utáni szűk évtized vadkapitalizmusa, amelynek során állami kontroll nélkül építettek be természetes élőhelyeket vagy zsákmányolták ki az általuk adott javakat (pl. erdőirtás, orvvadászat). A nemzeti parkok ma az ország teljes területének 6,7%-át fedik le, kezelésük az albán Idegenforgalmi és Környezetvédelmi Minisztérium (Ministria e Turizmit dhe Mjedisit) illetékessége és feladata.
| Kép | Név                                                                       | Terület (hektár) | Alapítás | Térkép                                                                            |
| --- | ------------------------------------------------------------------------- | ---------------- | -------- | --------------------------------------------------------------------------------- |
|     | Hotovai-fenyves Nemzeti Park Parku Kombëtar Bredhi i Hotovës              | 34 361,1         | 2008     |                                                                                   |
|     | Shebenik–Jabllanica Nemzeti Park Parku Kombëtar Shebenik-Jabllanicë       | 33 927,7         | 2008     | Albánia nemzeti parkjainak listája (Albánia) · Albánia nemzeti parkjainak listája |
|     | Dajti Nemzeti Park Parku Kombëtar i Dajtit                                | 29 384,18        | 1966     | Albánia nemzeti parkjainak listája (Albánia) · Albánia nemzeti parkjainak listája |
|     | Preszpai Nemzeti Park Parku Kombëtar i Prespës                            | 27 750           | 1999     | Albánia nemzeti parkjainak listája (Albánia) · Albánia nemzeti parkjainak listája |
|     | Tomorri Nemzeti Park Parku Kombëtar i Tomorrit                            | 24 723,1         | 1996     | Albánia nemzeti parkjainak listája (Albánia) · Albánia nemzeti parkjainak listája |
|     | Divjaka–Karavasta Nemzeti Park Parku Kombëtar Divjakë-Karavasta           | 22 230           | 2007     | Albánia nemzeti parkjainak listája (Albánia) · Albánia nemzeti parkjainak listája |
|     | Karaburun–Sazan Tengeri Nemzeti Park Parku Kombëtar Detar Karaburun-Sazan | 12 570,82        | 2010     | Albánia nemzeti parkjainak listája (Albánia) · Albánia nemzeti parkjainak listája |
|     | Butrinti Nemzeti Park Parku Kombëtar i Butrintit                          | 9424,4           | 1966     | Albánia nemzeti parkjainak listája (Albánia) · Albánia nemzeti parkjainak listája |
|     | Valbona-völgy Nemzeti Park Parku Kombëtar Lugina e Valbonës               | 8000             | 1996     | Albánia nemzeti parkjainak listája (Albánia) · Albánia nemzeti parkjainak listája |
|     | Thethi Nemzeti Park Parku Kombëtar i Thethit                              | 2630             | 1966     | Albánia nemzeti parkjainak listája (Albánia) · Albánia nemzeti parkjainak listája |
|     | Shtama-hágói Nemzeti Park Parku Kombëtar i Qafë Shtamës                   | 2000             | 1966     | Albánia nemzeti parkjainak listája (Albánia) · Albánia nemzeti parkjainak listája |
|     | Drenovai-fenyves Nemzeti Park Parku Kombëtar Bredhi i Drenovës            | 1380             | 1966     | Albánia nemzeti parkjainak listája (Albánia) · Albánia nemzeti parkjainak listája |
|     | Lurai Nemzeti Park Parku Kombëtar i Lurës                                 | 1280             | 1966     | Albánia nemzeti parkjainak listája (Albánia) · Albánia nemzeti parkjainak listája |
|     | Llogarai Nemzeti Park Parku Kombëtar i Llogarasë                          | 1010             | 1966     | Albánia nemzeti parkjainak listája (Albánia) · Albánia nemzeti parkjainak listája |
|     | Zall-gjoçaji Nemzeti Park Parku Kombëtar i Zall-Gjoçajt                   | 140              | 1996     | Albánia nemzeti parkjainak listája (Albánia) · Albánia nemzeti parkjainak listája |

## Fordítás
- Ez a szócikk részben vagy egészben  a   List of national parks in Albania című angol Wikipédia-szócikk fordításán alapul.  Az eredeti cikk szerkesztőit annak laptörténete sorolja fel. Ez a jelzés csupán a megfogalmazás eredetét és a szerzői jogokat jelzi, nem szolgál a cikkben szereplő információk forrásmegjelöléseként.